# Nastassja Burnett
Nastassja Burnett (Roma, 20 febbraio 1992) è un'ex tennista e conduttrice televisiva italiana.

## Carriera
Scozzese da parte di padre e polacca da parte di madre, nel corso della sua carriera ha conquistato sette titoli ITF.
Inizia nel 2006 nel torneo ITF di Tortosa (ES), dove l'anno successivo raggiunge le semifinali, e nel 2011 vince il torneo ITF di Olomuc (CZ).
Partecipa al torneo di doppio femminile degli Internazionali d'Italia nel 2009, nel 2011 e 2012 grazie a delle wild-card, ma supera il primo turno solo nel 2011.
Durante il 2012 partecipa alle qualificazioni per gli US Open e grazie alla vittoria nell'ultimo turno su Jana Čepelová ottiene per la prima volta l'accesso al tabellone principale di uno Slam.. Viene battuta al primo turno del tabellone principale da V.Dushevina 6-0, 6-3.
Sempre nel 2012 raggiunge le semifinali nei tornei ITF di Trnava, Biella e Marsiglia.
Il 30 gennaio 2013 arriva la prima convocazione nella squadra italiana per i quarti di finale di Federation Cup tra Italia-USA. Debutta in Fed Cup il 9 febbraio 2014 contro gli USA in doppio con Alice Matteucci. La partita verrà vinta dalle avversarie Lauren Davis e Madison Keys per 6-2, 6-3.
Grazie all'assegnazione di una wild card, partecipa nel maggio 2013 da n. 141 delle classifiche al WTA Premier 5 di Roma, dove vince la sua prima partita in singolare al Foro Italico, superando al primo turno col perentorio punteggio di 6-2 6-2 la francese Alizé Cornet, ex n. 11 al mondo ed accreditata, a quel momento, della posizione n. 30 del ranking WTA.
Viene eliminata nel derby italiano da Roberta Vinci 6-1 6-4.
Nel settembre 2013 raggiunge per la prima volta in carriera i quarti di finale in un torneo WTA International a Tashkent. 
Nel febbraio 2014 partendo dalle qualificazioni, raggiunge la prima semifinale in un torneo WTA a Rio de Janeiro, battendo María Teresa Torró Flor, Alison Van Uytvanck e Paula Ormaechea prima di arrendersi alla giapponese Kurumi Nara in tre set. Il 3 marzo 2014 raggiunge il suo best ranking in singolare con la 121ª posizione.
Nel 2015 vince a Santa Margherita (ITF) battendo in finale Alice Balducci 6-2 6-2. 
Nel 2016 vince il torneo di Heraklion (GR) (ITF) battendo in finale Diana Marcinkevica 6-4, 7–6(4).
Nel 2017 raggiunge le semifinali al torneo ITF di Hammamet (Tunisia), venendo battuta da Sandra Samir 6-2, 7–6(1), e al torneo ITF di Targu Jiu (RO), battuta da Y.G.Ghioroaie 6-4, 6-2. 
Nel 2018 nei tornei ITF, ad Hammamet viene battuta in finale da A.Moratelli 6-3, 6-3; vince il torneo di Schio battendo in finale Anna Turati 6-1, 7-5;
viene battuta in finale al torneo di Biella da Anna Turati per 6-3, 6-4 ed analogamente viene battuta in finale dalla stessa Turati 6-2, 6-1. 
Nel 2019 nei tornei WTA, viene battuta al secondo turno nei tornei di Gonesse (FR) e Caserta.
Terminata la carriera agonistica si è dedicata al mondo della televisione sempre collegata al mondo del tennis, dal febbraio 2024 è la conduttrice di Cronache Italiane su SuperTennis.

## Statistiche ITF

### Singolare

#### Vittorie (7)
| Torneo $100.000 (0) |
| Torneo $80.000 (0)  |
| Torneo $75.000 (0)  |
| Torneo $60.000 (0)  |
| Torneo $50.000 (1)  |
| Torneo $25.000 (2)  |
| Torneo $15.000 (1)  |
| Torneo $10.000 (3)  |

| N. | Data            | Torneo                                                | Superficie      | Avversaria in finale  | Punteggio     |
| 1. | 20 marzo 2011   | Internationaux Féminins d'Amiens, Amiens              | Terra rossa (i) | Paula Kania           | 2-6, 6-1, 6–4 |
| 2. | 31 luglio 2011  | ITS Cup, Olomouc                                      | Terra rossa     | Eva Birnerová         | 6-1, 6–3      |
| 3. | 6 agosto 2011   | Monteroni International, Monteroni                    | Terra rossa     | Anna-Giulia Remondina | 6-3, 7–6(7)   |
| 4. | 1º ottobre 2011 | Torneo Internacional Femenino Villa de Madrid, Madrid | Terra rossa     | Paula Ormaechea       | 6-2, 6–3      |
| 5. | 19 aprile 2015  | Forte Village International Tournament, Pula          | Terra rossa     | Alice Balducci        | 6-2, 6-2      |
| 6. | 24 aprile 2016  | Heraklion Hellenic Zeus Circuit, Heraklion            | Cemento         | Diāna Marcinkēviča    | 6-4, 7-6(4)   |
| 7. | 28 luglio 2018  | GPS Schio, Schio                                      | Terra rossa     | Bianca Turati         | 6-1, 7-5      |

#### Sconfitte (3)
| Torneo $100.000 (0) |
| Torneo $80.000 (0)  |
| Torneo $75.000 (0)  |
| Torneo $60.000 (0)  |
| Torneo $50.000 (0)  |
| Torneo $25.000 (0)  |
| Torneo $15.000 (3)  |
| Torneo $10.000 (0)  |

| N. | Data           | Torneo                                         | Superficie  | Avversaria in finale | Punteggio |
| 1. | 27 maggio 2018 | Hammamet Open, Hammamet                        | Terra rossa | Angelica Moratelli   | 3-6, 3-6  |
| 2. | 4 agosto 2018  | Torneo Internazionale Regione Piemonte, Biella | Terra rossa | Bianca Turati        | 4-6, 3-6  |
| 3. | 12 agosto 2018 | Torneo Internazionale Femminile Sezze, Sezze   | Terra rossa | Bianca Turati        | 2-6, 1-6  |

## Risultati in progressione
| Sigla | Risultato               |
| ----- | ----------------------- |
| V     | Vincitore               |
| F     | Finalista               |
| SF    | Semifinalista           |
| O     | Oro olimpico            |
| A     | Argento olimpico        |
| SF    | Bronzo olimpico         |
| QF    | Quarti di Finale        |
| 4T    | Quarto turno            |
| 3T    | Terzo turno             |
| 2T    | Secondo turno           |
| 1T    | Primo turno             |
| RR    | Round Robin             |
| LQ    | Turno di qualificazione |
| A     | Assente                 |
| ND    | Non disputato           |

| Legenda superfici    |
| -------------------- |
| Cemento              |
| Terra battuta        |
| Erba                 |
| Superficie variabile |

### Singolare nei tornei del Grande Slam
| Torneo          | 2012 | 2013 | 2014 | 2015 |
| --------------- | ---- | ---- | ---- | ---- |
| Australian Open | Q1   | Q2   | Q2   | A    |
| Open di Francia | Q2   | Q1   | Q1   | Q2   |
| Wimbledon       | Q1   | Q3   | Q1   | A    |
| US Open         | 1T   | Q1   | A    | Q2   |

### Doppio nei tornei del Grande Slam
Nessuna partecipazione

### Doppio misto nei tornei del Grande Slam
Nessuna partecipazione